# Exposição Internacional do Porto

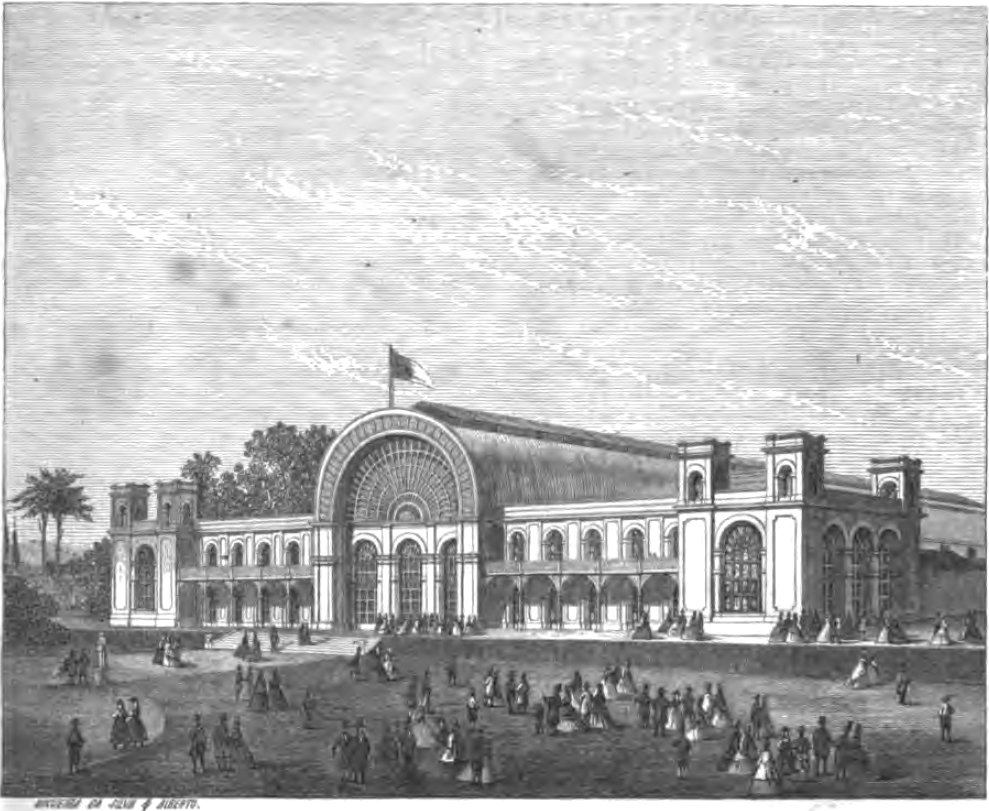
Gravura do Palácio de Cristal publicada em 1864 no Archivo Pittoresco.

A Exposição Internacional do Porto realizou-se em 1865 na cidade do Porto, em Portugal, tendo para o efeito sido edificado o Palácio de Cristal. Esta exposição internacional, inaugurada em 15 de Setembro, foi a primeira a ser realizada na Península Ibérica.
O Palácio de Cristal foi um edifício que existiu no antigo campo da Torre da Marca, na freguesia de Massarelos, na cidade do Porto. Inaugurado em 1865, o Palácio de Cristal original acabou por ser demolido em 1951 para dar lugar ao Pavilhão dos Desportos, hoje Pavilhão Rosa Mota.
O Palácio foi concebido para acolher a grande Exposição Internacional do Porto, organizada pela então Associação Industrial Portuense, hoje Associação Empresarial de Portugal. A Exposição Industrial, para além de contar com a visita oficial do rei D. Luís, de Dona Maria Pia e do príncipe herdeiro, contou ainda com 3.139 expositores, dos quais 499 franceses, 265 alemães, 107 britânicos, 89 belgas, 62 brasileiros, 24 espanhóis, 16 dinamarqueses e ainda representantes da Rússia, Holanda, Turquia, Estados Unidos e Japão.